# Carole Pateman
Carole Pateman (Maresfield, Sussex, Engleska, 11. prosinca 1940.) je engleska politologinja i feministkinja.
Rođena je u radničkoj obitelji u Sussexu, gdje se školovala do šesnaeste godine. Studirala na Ruskin College-u, specijalizarnom za obrazovanje odraslih, te na Sveučilištu u Oxfordu, gdje ej doktorirala. Predavala je i provodila znasntvenia istraživanja koa stipendistica mnogih sveučilitša u Europi, Australiji Sjevernoj Americi. Predaje na Odsjeku političkih znanosti na UCLA (University of California) u Los Angelosu.
Godine 2004. za svoj je znanstveni rad dobila Lifetime Achievement Award koju dodjeljuje UK Political Studies Association. 
Za knjigu Spolni ugovor je 1. rujna 2005. dobila Benjamin E Lippincott Award koju dodjeljuje American Political Science Association, što pokazuje koliko značajnm i aktualnom politolozi smatraju ovu knjigu, 17 godina nakon što je napisana.

## Kritika klasičnog liberalizma
U političkoj teoriji, Pateman je kritičarka tradicionalnih liberalnih teorija, baziranih na ideji društvenog ugovora. Načela i institucije suvremene liberalne demokracije temelje se na ideji da su pojedinci slobodni i jednaki; u praksi, međutim, dokazuje Pateman u knjizi Problem političke obaveze", rijetke su osobe koje stvarno zadovoljavaju te uvjete. Pojedinac mora imati uvjete za razvoj, da bi mogao postajati istinski slobodan. Liberalna teorija pretpostavlja ono, što u stvarnosti uvijek trebe posebno istraživati: da li u postojećim okolnostima zaista svi imaju mogućnost ostvarivanja prava koja su im formalno priznata, imajući u vidu odnose između muškaraca i žen, između radničke, srednje i više klase i među razničitim rasama i etničkim skupinama. Zbog tih realnih odnosa, formalni pojam slobode nije dovoljan. Samo razlikovanje građanskog društva i države, koje je ključno za liberalne doktrine, pogrešno je: u stvarnosti, država nikad nije onakav nezavisni i nepristrasni autorite kakvim ga liberalna teorija pretpostavlja; ona je neizbježno upletena u društvene borbe, na taj način da pridonosi očuvanju i obnavljanju nejednakosti svakodnevnog života.  

## Teorija participativne demokracije
U knjizi 'Participacija i demokratska teorija d'ala je značajan prilog razvoju koncepcije participativne demokracije. Dokazuje da se osnovna ideja demokracije ne može realizirati ostajanjem unutar granica predstavničke demokracije i periodičkog izbora predstavnika. Mora postojati mogućnost neposrednog sudjelovanja građana u odlučivanju. Ovo je potrebno i poželjno zato, dokazuje Pateman pozivajući se na osnovne ideje Roussoa i J.S.Milla, jer perticipativna demokracija povećava kako učinkovitost društvenog upravljanja, tako i razvoj svakog pojedinca: potiče čovjekov razvoj, snaži osjećaj za političku učinkovitost, smanjuje osjećaj otuđenosti od centara moći, potiče brigu za društvene probleme i pridonosi oblikovanju aktivnih i svjesnih državaljan koji su sposobni učnikovito se zauzimati za poslove vladanja. Postojanje mehanizama participativne demokracije smanjuje političku apatiju, koja je karakteristična naročito za donje društvene slojeve, koja ugrožava samu demokraciju.
Naravno, smatra Pateman (nasuprot anarhističkim koncepcijama), institucije participacije ne mogu se uvesti svuda jednako; one trebaju postojati usporedo s predstavničkim institucijama. Razne oblike participacije moguće je uvoditi i isprobavati kako u političkoj sferi (osobito na lokalnom nivou) tako i u ekonomskoj. Točne strukture participacije moraju ostati otvorene i promjenljive, tako da ljudi mogu ekspermentirani s novim političkim oblicima i učiti iz njih. Na nacionalnom nivou, postojeće institucije predstavničke demokracije (parlament, periodički izbori, stranke, lobiji idr.) i dalje će imati prevladavajući utjecaj.
Patemanina teorija liberalnih institucija i razvoj modela participativne demokracije imala je znatan utjecaj na političku teoriju, kao i na neke socijalne pokrete, 1970-ih i 1980-ih godina. U to doba dolazi do krize države blagostanja, opterećene prevelikim obavezama koje se državi nameću, bujanjem birokracije i neučinkovitošću. Pateman je jedna od teoretičara nove ljevice koji nastoje razviti politički učinkovite alternative. O utjecaju te teorije vidi članak participativna demokracija.

## Feministička teorija
U knjizi Spolni ugovor (1988, hrv. izdanje 2000.) Pateman povezuje feministička istraživanja rodnih odnosa sa svojom ranijom kritikom liberalne teorije društvenog ugovora. »Slobodni društveni poredak ne može biti ugovorni poredak.« (Pateman, 2000, str. 224) Time ona daje novi smisao pojmu patrijarhata, o kojem su se vodile (i dalje se vode) žestoke diskusije među raznim strujama feminističkog pokreta. Pateman pripada struji koja se naziva radikalni feminizam. 
Patrijarhat je po njenom sudu duboko ukorijenjen u suvremeno društvo, bez obzira na opće pravo glasa i liberalne institucije koje načelno svima priznaju jednaka prava. Političke reforme omogućile su ženama jednake mogućnosti, ali patrijarhat još uvijek opstoji. Njegove su manifestacije spolno uznemiravanje, patrijarhalna podjela poslova koja još nije osjetno poremećena, opće ekonomske prilike koje još uvijek stavljaju žene u podređen položaj pri raskidanju bračnoga ugovora. (Pateman, 2000, str. 221)  Sam seks podrazumijeva muškarčevo gospodstvo, što je vidljivo u pornografiji. (Pateman, 2000, str. 218)
U XVII. stoljeću, teoretičari društvenog ugovora (liberali) vode diskusiju protiv klasičnih patrijarhalista. Po potonjima, nije istina da se svi ljudi rađaju slobodni: sin je po prirodi podložan ocu, a kralj stupa na mjesto oca svim svojim podanicima. Građanskim revolucijama, pobjeđuje liberalni stav. 
Pri tome, međutim, i teoretičari društvenog ugovora uzimaju u obzir samo muškarce, koji međusobno sklapaju "ugovor"; jedino Hobbes kaže, da u tome i žene sudjeluju. Teoretičari ugovora pretvorili su klasičnu teoriju u moderni patrijarhat, koji je građen na "bratstvu" (tj. odnos među braćom, a ne ocem i sinom) i na ugovoru (iz kojeg su žene isključene), te koji strukturira kapitalizam. (Pateman, 2000, str. 34-40)
»Spolni je ugovor potisnuta dimenzija teorije ugovora. (…) Društveni ugovor pretpostavlja spolni ugovor, a građanska sloboda patrijarhalno pravo.« (Pateman, 2000, str. 11-12) »U modernom se građanskom društvu svi muškarci smatraju dovoljno dobrima da budu gospodari ženama; građanska sloboda ovisi o patrijarhalnom pravu.« (Pateman, 2000, str. 213) Žene moraju biti slobodne kao žene, a ne da budu poput muškaraca. (Pateman, 2000, str. 224)

## Djela
- Participation an Democratic Theory, Cambridge Univ.Press, 1970
- The Problem of Political Obligation: A Critical Analysis of Liberal Theory, John Wiley and Son, 1985.
- The Sexual Contract, Polity Press, 1988.

Hrvatsko izdanje: Spolni ugovor, Zagreb: Ženska infoteka, 2000.
- The Disorder of Women: Democracy, Feminism, adn Political Theory, Polity Press, 1989.

Hrvatsko izdanje: Ženski nered: demokracija, feminizam i politička teorija, Zagreb: Ženska infoteka, 1998.

## Vanjske poveznice
Carole Pateman's HOMEPAGE